# Tempton
Die Tempton Gruppe ist ein deutscher Personaldienstleister mit Sitz in Essen und erzielte im Jahr 2024 einen konsolidierten Umsatz von ca. 407 Mio. Euro. Tempton beschäftigt deutschlandweit rund 9.500 Mitarbeiter, die an über 200 Standorten für Unternehmen nahezu aller Branchen und Größen tätig sind.

## Firmengeschichte
Tempton gründete sich im Jahr 2007 unter der Führung der Beteiligungsgesellschaft Odewald & Compagnie durch den Zusammenschluss der Zeitarbeitsunternehmen Acut, Constat, Herberg und Intertemp. Im Jahr 2014 verkaufte Odewald & Compagnie Tempton an das Tempton Management.
Am 30. März 2017 reichte Tempton beim Amtsgericht Essen einen Schutzschirmantrag ein, um sich von Finanzverbindlichkeiten aus der Vergangenheit, die von außerhalb des operativen Geschäftsbetriebes stammten, zu befreien. Das Verfahren wurde als Schutzschirmverfahren in Eigenverwaltung durchgeführt und bereits im September 2017 erfolgreich abgeschlossen.
Ab diesem Zeitpunkt entwickelte sich Tempton bis heute zu einem der führenden Personaldienstleistungsunternehmen in Deutschland.
Nachfolgend wichtige Meilensteine der Unternehmensgeschichte ab 2017, die essenziell für die Expansionsstrategie von Tempton sind:
Im Jahr 2018 hat Tempton die Personaldienstleister HKF und aboratis übernommen. 2019 erfolgte unter anderem der Zukauf von Teilzeit Thiele und der Personaldienstleister Riedl und LHP. 2020 folgte der Erwerb der TRIA Gruppe – bestehend aus TRIA Partner GmbH, TRIA Personal GmbH, TRIA Medical GmbH, BJC Best Job IT Services GmbH und der Graeber & Partner Fachpersonal GmbH. Die Übernahme der der Brillant-Gruppe – bestehend aus der MONDI GmbH, der MONDI Personalservice GmbH und der WFD GmbH. – erweiterte das Niederlassungsnetz 2021. 2022 folgte der Erwerb der VD Personaldienst GmbH und der MANO Arbeitnehmer-Überlassungsgesellschaft mbH. 2023 hat Tempton 18 Wettbewerber übernommen, darunter die Preussen Personal AG, die ZeitPlan GmbH und die KH-Zeitarbeit.
Insgesamt hat Tempton sein bundesweites Niederlassungsnetz seit 2014 von 58 auf über 200 Niederlassungen in allen Regionen Deutschlands erweitert und so bis 2023 eine im Wettbewerbsvergleich führende Standortdichte erreicht. Im Umsatz ist Tempton von ca. 185 Mio. EUR im Jahr 2014 auf ca. 407 Mio. EUR im Jahr 2024 gewachsen. Die Anzahl der Beschäftigten hat sich im gleichen Zeitraum von rund 6000 auf rund 9.500 erhöht.
In der Lünendonk-Liste 2025 ist Tempton auf Basis der Umsatzzahlen des Jahres 2024 zum wiederholten Mal unter den ersten 10 der führenden Personaldienstleistungsunternehmen in Deutschland gelistet.
Seit dem 9. Oktober 2019 ist Tempton im Freiverkehr der Frankfurter Börse notiert.

## Produkte, Dienstleistungen
Die Tempton Gruppe gliedert sich in vier getrennte Geschäftsbereiche: Tempton Personaldienstleistungen, Tempton Next Level Experts, Tempton Technik und Tempton Outsourcing.
Im Geschäftsbereich Personaldienstleistungen bietet Tempton in den spezialisierten Fachbereichen Pflege, Handwerk, Industrie, Büro & Business, Pädagogik, Handel, Aviation, Lager & Logistik, IT, ITK, Engineering und Digital Marketing die folgenden Leistungen an: Arbeitnehmerüberlassung (Zeitarbeit), Personalrekrutierung, Personalvermittlung, Managed Services, Personalberatung.
Im Geschäftsbereich Next Level Experts fokussiert sich Tempton auf die Leistungen Arbeitnehmerüberlassung (Zeitarbeit), Managed Services, Personalberatung und Freelancer in den Bereichen Engineering, IT, ITK und Digital Marketing.
Der Geschäftsbereich Technik von Tempton ist im Bereich Informations- und Telekommunikationstechnik auf die Planung, den Aufbau, den Rückbau und den Betrieb technischer Infrastrukturen spezialisiert.
Im Geschäftsbereich Outsourcing bietet Tempton logistische Dienste, Qualitätssicherung, Produktion und Hospitality Services auf werkvertraglicher Basis an.